# NGC 4783
NGC 4783 ist eine Elliptische Galaxie vom Hubble-Typ E0 pec im Sternbild Rabe. Sie ist schätzungsweise 173 Millionen Lichtjahre von der Milchstraße entfernt.
Sie wurde am 27. März 1786 von Wilhelm Herschel mit einem 18,7-Zoll-Spiegelteleskop entdeckt, der sie dabei mit „Two [NGC 4782 & 4783]; both cB, cS, R, mbM. Distance 1′ near meridian chevelure mixed“ beschrieb.

## NGC 4783-Gruppe (LGG 316)
| Galaxie  | Alternativname | Entfernung/Mio. Lj |
| -------- | -------------- | ------------------ |
| NGC 4783 | PGC 43926      | 173                |
| NGC 4825 | PGC 44261      | 194                |
| NGC 4863 | PGC 44650      | 191                |